# Troján Emil
Troján Emil (Budapest, 1891. május 14. – Szeged, 1970. július 20.) sebész, egyetemi docens.

## Élete
Troján Antal (1857–1938) asztalos és Philipp Jozefa (1864–1928) fiaként született. Húga Troján Jolán Aranka (1892–1975), dr. Sándor Árpádné volt.
Középiskolai tanulmányait 1901 és 1909 között a Budapesti VIII. kerületi Magyar Királyi Állami Főgimnáziumban végezte. 1909. szeptember 1-jén a Budapesti Tudományegyetem Orvostudományi Karának hallgatója lett, ahol 1914-ben avatták orvosdoktorrá. Pályáját a III. sz. Sebészeti Klinikán kezdte műtőnövendékként. Az első világháború alatt a 17. helyőrségi kórházban teljesített szolgálatot, s helytállásáért megkapta a Koronás Arany Érdemkeresztet. A háborút követően visszatért a III. sz. Sebészeti Klinikára, majd 1920 és 1923 között az I. sz. Sebészeti Klinika műtőnövendéke, 1924. szeptember 1-től 1925. augusztus 31-ig a II. sz. Női Klinika díjtalan gyakornoka lett.
1925 és 1938 között a szegedi Ferenc József Tudományegyetem Sebészeti Klinikáján, 1938 és 1966 között Gyermekgyógyászati Klinikáján működött. 1928-ban Münchenben, 1929-ben Berlinben járt tanulmányúton. 1933-ban a szegedi egyetemen a sebészeti műtéttan című tárgykörből magántanárrá habilitálták. 1943. június 30-án klinikai főorvossá, 1952-ben docenssé nevezték ki. 1966. szeptember 30-án nyugalomba vonult.
Tudományos munkássága a veleszületett csípőficam, a nyúlajak és a farkastorok gyógyítására terjedt ki. 

### Családja
Második felesége Lippay Julianna Erzsébet (1908–1996) volt, Lippay Gyula fűrészgyáros lánya, akivel 1933. augusztus 21-én Szegeden kötött házasságot.

## Művei
- A magasan álló lapocka. (Gyógyászat, 1922, 43.)
- Idegentest a végbélben törvényszéki orvosi szempontból. (Gyógyászat, 1927, 33.)
- Csontvarrás, új eljárás. (Orvosi Hetilap, 1927, 48.)
- A csepleszcsavarodásról. (Orvosi Hetilap, 1927, 50.)
- Bacillus oedematis maligni okozta periurethritis és periproctitis kiterjedt elhalással. (Orvosi Hetilap, 1928, 2.)
- A műtét utáni tüdőgyulladás leküzdése. (Budapesti Orvosi Újság, 1928, 30.)
- A féregnyujtvány csigaszerű csavarodása okozta gyulladása. (Orvosi Hetilap, 1928, 36.)
- A vérsavó megváltozása sebészi gümőkórban szenvedő betegeknél. (Orvosi Hetilap, 1929, 42.)
- A vékonybél sérülései. (Budapesti Orvosi Újság, 1933, 2.)
- Adatok az epeutak sebészetéhez. (Orvosi Hetilap, 1933, 6.)
- Adatok a tüdőgümőkór sebészeti kezeléséhez. Phrenikotomra, tüdőplomba. (Gyógyászat, 1933, 7.)
- A vastagbéldaganatok sebészi kezelése. (Budapesti Orvosi Újság, 1935, 7.)
- A vakbélgyulladásról. (Jó Egészség, 1937, 23-24.)
- A gennyes szívburokgyulladás és gyógyítása. (Orvosi Hetilap, 1938, 50.)
- Tapasztalatok rubrophennel a sebészigümőkór kezelésében. (Orvosi Hetilap, 1938, 51.)
- Négy hónapos csecsemő gyógyult agytályogja. Mérth Józseffel. (Orvosi Hetilap, 1950, 20.)
- Meconium ileus. Ivády Gyulával, Timár Alice-szal. (Orvosi Hetilap, 1950, 34.)
- A csecsemő- és gyermekkori heveny osteomyelitis kérdése. Bakacsi Gyulával, Szabó Lajossal és Virág Istvánnal. (Orvosi Hetilap, 1962, 5.)
- Újszülöttkori mesenterális cysta. Molnár Sándorral, Somogyi Zsigmonddal. (Gyermekgyógyászat, 1962, 8.)